# Jaegwon Kim
Jaegwon Kim (sinh 12 tháng 9 năm 1934 ở Triều Tiên) là một triết gia người Mỹ gốc Triều Tiên hiện đang làm việc ở Đại học Brown. Ông được biết đến nhiều lần về công trình liên quan tới vấn đề nhân quả tinh thần và vấn đề tâm-vật. Các chủ đề chính trong các tác phẩm của ông bao gồm sự phủ nhận siêu hình học Descartes, giới hạn của tính đồng nhất tâm-vật hẹp, tính đột hiện, và tính riêng lẻ của các sự kiện. Các công trình của Kim về các chủ đề trên cũng như các vấn đề siêu hình học và nhận thức luận khác được trình bày trong những bài báo tập hợp trong Supervenience and Mind: Selected Philosophical Essays (Đột hiện và Tinh thần: Tiểu luận Triết học Chọn lọc) in năm 1993.